# Jaroslav Podmol
Jaroslav Podmol (16. září 1925 Soběchleby – 6. ledna 1995 Praha) byl moravský keramik, sochař, pedagog, odborný publicista a uměleckoprůmyslový výtvarník. Ač vystudovaný sochař, cítil se být keramikem.

## Studium
Narodil se na Moravě ve venkovské rodině a své moravanství hrdě nesl po celý život. Byl vždy svůj v názorech na umění, víru i podstatu lidství.
V letech 1938–1942 studoval na reálném gymnáziu v Lipníku nad Bečvou, v období 1942–1945 absolvoval postgraduální kurz kreslení a malby DEC-ART J. Masáka v Praze. Léta 1945–1948 strávil na studiích Školy umění ve Zlíně, kde byl jedním z jeho profesorů akademický sochař Jan Kavan, v jehož ateliéru pak pokračoval na Vysoké škole uměleckoprůmyslové v Praze v letech 1948–1953. Do roku 1956 zde působil i jako aspirant.

## Profese
Po vysoké škole ho povinnosti k rodině přivedly do n. p. Západočeské keramické závody v Horní Bříze. V továrně zaměřené především na výrobu obkladaček pracoval v letech 1956–1959. Zabýval se řemeslnými pracemi a příležitostně na podnikovou objednávku také sochařskými realizacemi. Koncem 50. let vytvořil pro okresní zemědělskou výstavu sousoší dvou vepřů, které je trvale instalováno v Přešticích.
V letech 1959–1969 pracoval v Ústředí uměleckých řemesel Praha jako vedoucí keramické hutě ve Štěchovicích. Tam začala jeho spolupráce s Františkem Davidem, který ho vrátil k hrnčířské práci; zde si rozvíjel figurální tvorbu, projevující se již od prvních studentských prací. Začátky hrnčířského řemesla poznal u Svatopluka Úředníčka z Tupes, který byl odborným učitelem na zlínské škole. Ve Štěchovicích se keramice naučily také jeho děti: dcera Barbora, provdaná za keramika Miroslava Olivu, se této profesi věnuje celou svou kariéru.
Od roku 1969 do roku 1985 působil jako profesor odborného kreslení a modelování na Střední průmyslové škole keramické v Bechyni (dnes Střední uměleckoprůmyslová škola Bechyně, SUPŠ Bechyně). Stal se studenty oblíbeným a obdivovaným profesorem. V té době poprvé představil veřejnosti na výstavě pojmenované „21 džbánů“ svou užitkovou keramiku.

## Tvorba a ocenění
Od roku 1953 se zúčastňoval mnoha kolektivních výstav, od roku 1956 vystavoval samostatně v řadě měst ČR a rovněž v zahraničí. V roce 1986 se zúčastnil XII. mezinárodního keramického sympozia v Bechyni. Řadu jeho prací vlastní i Alšova jihočeská galerie – Mezinárodní muzeum keramiky v Bechyni.

### Výstavy
- 1956 – Závodní klub Horní Bříza
- 1957 – Zemědělské výstava „Plzeňsko – budování socialismu“ – u příležitosti výstavy vytvořil z glazované kameniny sousoší přeštických černostrakatých prasat[6]
- 1962 – Zahrada Uměleckoprůmyslového muzea Praha s Františkem Davidem – zde vystavoval soubor třiceti figurálních plastik, korespondujících pojetím a náměty s dobovou náladou: Ošetřovatelka, Školení, Děcko, Hrnčířka, Chléb a žena, Poezie všedního dne, Opuštěná, Emancipace ap.
- 1969 – Týdny v ateliéru Praha
- 1970 – Biel, Lausanne, Bern – Švýcarsko s Františkem Davidem, Galerie Letná Praha
- 1971 – Kniha Sobotka
- 1972 – Muzeum dělnického hnutí Semily
- 1973 – Galerie Zlatá lilie Praha
- 1974 – Prager Galerie Norimberk NSR, Městská galerie Vodňany
- 1975 – Muzeum Česká Lípa, Galerie bratří Čapků Praha
- 1977 – Muzeum keramiky Bechyně
- 1978 – Výstavní síň Umění knihy Praha
- 1980 – Galerie Centrum Praha
- 1981 – Síň Ústředí uměleckých řemesel Praha
- 1982 – Galerie Díla Olomouc, Muzeum středního Pootaví Strakonice, Galerie Díla České Budějovice, Bunde – NSR s A. Antonovou
- 1983 – Tábor, Zlín
- 1984 – Adamov, Praha
- 1985 – Bechyně, Strakonice, České Budějovice
- 1986 – Galerie Díla Havířov
- 1987 – Muzeum Blatná s Petrem Otřísalem, Galerie výtvarného umění Cheb
- 1988 – Okresní vlastivědné muzeum J. A. Komenského v Přerově – Výstavní síň Pasáž
- 1989 – Ostrava, Bechyně
- 1990 – Frýdek-Místek s Barborou Podmolovou
- 1991 – Český Brod, Pelhřimov s A. Antonovou, Mnichovice
- 1992 – Kolín, Český Krumlov s Barborou Podmolovou
- 1993 – Volyně s Barborou Podmolovou
- 1994 – Bystřice pod Hostýnem
- 1997 – Tábor
- 2001 – Kersko

### Ocenění
- Čestný diplom AIC na Mezinárodní výstavě současné keramiky v Praze 1962, ve Faenze 1967, 1968, 1969, v Qualdo Tadino 1969
- Zlatá medaile a bavorská státní cena na Mezinárodním veletrhu uměleckých řemesel v Mnichově 1977

## Umělcovy úvahy
Vybráno z: Katalogy Jaroslava Podmola: Úvahy, dopisy, vzpomínky, Mnichovice, 1996
„Hrnčířské řemeslo je skromné a nehlučné. Je však veliké. Je žádoucí, ale tiché. Při dnešním hluku a shonu přetechnizovaného světa se přece jen najdou místa, kde se tiše roztočí hrnčířský kruh a vybízí člověka, aby si zkusil svou dovednost na tvarech, které obměňovaly a přizpůsobovaly své potřebě a chuti stovky generací před námi. Po nás je budou obměňovat dále. Jen, proboha, aby to byli lidé…“
„Hrnek je předmět každodenní potřeby, se kterým se člověk nejčastěji setkává během celého života. Neexistuje v lidském životě předmět, který by člověk několikrát za den vzal tolikrát do rukou, jako hrnek. Od prvních krůčků až po poslední lůžko. Udrží-li děcko samo hrnek, je to chápáno jako určitý projev samostatnosti. Ztratí-li pak člověk tuto schopnost, je už odkázán na soucit nebo injekční jehlu. Každý z nás měl svůj oblíbený hrnek, nebo má dosud. Člověk si vytvořil předmět hrnek a on zpětně utváří lidi po staletí. Nevím, co bylo potřebnějším objevem v historii, jestli kolo, nebo to byl hrnec.“